# Pascoela dos Santos Pereira
Pascoela dos Santos Pereira (* 11. Februar 1981) ist eine Tischtennisspielerin aus Osttimor.
2017 gewann Pereira die nationalen Para-Meisterschaften in Tischtennis. Bei den Para-Asienspielen 2018 in Jakarta gewann sie mit Bronze in der Doppelklasse 6/8 die erste Medaille bei Para-Asienspielen für Osttimor überhaupt.
Am 3. Dezember 2018 wurde Pereira mit der Verdienstmedaille Osttimors ausgezeichnet.